# Byrrhomorpha ponderosa
Byrrhomorpha ponderosa är en skalbaggsart som beskrevs av Blackburn 1892. Byrrhomorpha ponderosa ingår i släktet Byrrhomorpha och familjen Melolonthidae. Inga underarter finns listade.